# 定海关战役
定海关戰役是郑成功率领南明军队在抵抗清朝军队中取得的一场战斗胜利。

## 经过
永曆十三年（1659年），因为之前秦王孙可望叛变降清，南明永历朝廷在西南战场上连连败退。虽然李定国亲自指挥了磨盘山血战，暂时逼退追击的清军，但是已经独木难支。东南沿海的郑成功为挽救危局，决定大举北伐，以期实现“围魏救赵”。四月底，已经开进浙江的郑军决定进攻定海关（今镇海城），打算歼灭清军的浙江水师消除后患。郑成功先围歼了定海关炮城内的清军守军，由于炮城失陷，清军便架设起滚江龙，企图阻挡明军舰队。不料明军舰队挺进江面后，以大斧斫断大铁索，逆流而上。清军船只见势不妙，纷纷往宁波撤退，郑军舰队紧追不舍，在宁波港追上清军水师，大获全胜。此役明军摧毁清军主力战船一百余艘，几乎全歼清浙江水师，取得了定海关戰役的胜利。

## 影响
定海关一战，使得郑军掌握了制海权，从浙江沿海到长江游域，清军再没有水上力量可以同明军水师相抗衡。于是郑成功可以放心率领大军向长江进发。